# Daniel Rolander
Daniel Rolander  (Hälleberga, 1725 — Lund, 1793) foi um explorador e naturalista sueco.